# Forester (Washington)
Forester (Washington) o The Forester (abreviado Forester (Camden)) fue una revista con ilustraciones y descripciones botánicas que fue editada en Washington D. C. Fueron publicados los números 8 al 14 en el periodo 1897-1901. Fue reemplazada por Forestry and Irrigation. Journal of the American Forestry Association.